# Справа Лавона
Справа Лавона (або Ганебна справа — ha-Эсек ha-биш, івр. ‏העסק הביש‏‎) — політичний скандал в Ізраїлі, що тривав з 1954 по 1960 роки, пов'язаний з провальною диверсійною операцією «Сусанна» ізраїльської військової розвідки АМАН в Єгипетському королівстві у липні 1954 року.

## Причини
У липні 1954 ізраїльська військова розвідка АМАН організувала в Єгипті диверсійну операцію «Сусанна». Ідея полягала в тому, щоб влаштувати в Каїрі і Александрії серію терористичних актів, направлених проти американських і британських установ, що, як сподівалися в Ізраїлі, повинно буде зірвати вивід британських військ із зони Суецького каналу, що на той момент був у сфері інтересів національної безпеки щойноствореної держави Ізраїль.
Операцію проводили за допомогою підпільної мережі із завербованих для цієї справи місцевих євреїв. Однак вже на самому початку операції було заарештовано одного з диверсантів. Саморобна бомба, яку він мав намір підірвати в кінотеатрі, вибухнула на ньому самому, хоча сам вибух не приніс шкоди ні йому, ні оточуючим. Слідом за тим пройшла серія арештів, які фактично покінчили з ізраїльською розвідувальною мережею в Єгипті. Всього було заарештовано 13 агентів. Двоє із заарештованих покінчили життя самогубством під час судових засідань, двоє були повішені за вироком єгипетського суду, двоє відпущені за браком доказів, а решта багато років просиділи у в'язниці і згодом, у 1968 році були обміняні на єгипетських військових, які потрапили в ізраїльський полон після Шестиденної війни 1968 року.
В результаті цього провалу в Ізраїлі вибухнув величезний політичний скандал, що тривав багато років і отримав назву «Справа Лавона» або «Ганебна справа» (ha-Есек ha-Біш). Оскільки з'ясувалося, що прем'єр-міністр Моше Шарет не був поставлений до відома про операцію, було розпочато багаторічне розслідування, що тривало з 1954 по 1960 роки, в ході якого начальник військової розвідки Беньямін Гіблі та міністр оборони Пінхас Лавон Ізраїлю звинувачували один одного у відповідальності за провал операції. Гіблі стверджував, що діяв за наказом Лавона, а Лавон заперечував, кажучи, що наказу не було, і Гіблі діяв за його спиною.

## Перша комісія
2 січня 1955 року прем'єр-міністр Моше Шарет призначив комісію «для з'ясування ступеня відповідальності, що лежить на наших владах за арешт в Єгипті групи євреїв, чий процес проходить зараз у військовому суді в Каїрі».
Офіційне рішення комісії було розпливчастим, але новий прем'єр-міністр Леві Ешкол прийняв його і вирішив припинити розслідування. У результаті Беньямін Ґіблі був звільнений з посади 7 березня 1955 року і згодом призначений військовим аташе в Лондоні, а Лавон був змушений 16 лютого 1955 року піти у відставку.

## Друга комісія
У травні 1960 року «справа Лавона» знову опинилося в центрі уваги громадськості країни. Пінхас Лавон, який займав пост міністра оборони під час відставки Бен-Ґуріона, зажадав зняття з себе відповідальності за провал ізраїльської розвідки в Єгипті. Він стверджував, що у нього є докази того, що висновки комісії, яка розслідувала висунуті в 1954 році проти нього звинувачення у відповідальності за провал ізраїльський агентури в Єгипті, ґрунтувалися частково на неправдивих свідченнях, а частково на приховуванні цілого ряду найважливіших фактів. «Справа Лавона» набула широкого розголосу в пресі. Нова комісія, вивчивши відповідні документи, ухвалила рішення про непричетність Лавона до провалу.

## Обговорення в Мапай
Давид Бен-Ґуріон відмовився визнати рішення комісії і, в знак протесту, подав у січні 1961 року в відставку. В результаті серйозних розбіжностей центральний комітет партії «Мапай» ухвалив рішення змістити Лавона з поста генерального секретаря федерації профспілок «Гістадрут».
У 1964 році Бен-Гуріон знову зажадав судового розгляду «справи Лавона», вважаючи це питанням першорядної важливості, проте в січні 1965 року керівництво партії «Мапай» відхилило цю вимогу. В результаті, Бен-Гуріон зі своїми прихильниками вийшов з партії і створив самостійну лівоцентристську партію «Список робочих Ізраїлю» (Решімат по'алей Ісраель, скорочено РАФІ).